# Ten Degree Channel
The Ten Degree Channel, på svenska Tiograderskanalen, är ett havsområde i Bengaliska viken, som skiljer de indiska ögrupperna Andamanerna och Nikobarerna från varandra.  Det utgör en seglingspassage in till Andamansjön öster om öarna. Breddgrad 10 norr om ekvatorn går genom området och har givit det dess namn. Den engelskspråkiga formen antyder att namnet härrör från brittiska sjökort. 
Avståndet mellan ögrupperna är cirka 150 kilometer Detta avstånd kan tas som "kanalens" bredd.  Ögruppernas ringa utsträckning i öst-vastlig riktning  gör att en längd på kanalen inte kan definieras.